# Csinády István
Csinády István névvariáns: Csinádi (Budapest, 1927. február 9. – Budapest, 1981. március 17.) Jászai Mari-díjas magyar díszlettervező, rendező.

## Életpályája
1949-ben szerzett rendezői diplomát a Színház- és Filmművészeti Főiskolán. Pályáját a Hunnia filmgyárban díszlettervező asszisztensként kezdte, majd 1950-től a győri Dunántúli Népszínház rendezője lett, 1952-től a győri Kisfaludy Színháznál volt díszlettervező. Itt különösen a Shakespeare darabokhoz készült díszleteivel tűnt ki. 1959-ben Jászai Mari-díjat kapott. 1965-től a Fővárosi Operettszínház, 1973-tól haláláig a József Attila Színház tagja volt. Tervezett más fővárosi és vidéki színházaknak is, így például a Tarka Színpad, a Kamara Varieté, az Irodalmi Színpad, a Bartók Gyermekszínház, a Komáromi Jókai Színház, a szabadkai Népszínház, a kecskeméti Katona József Színház, a szolnoki Szigligeti Színház, a kaposvári Csiky Gergely Színház, a Veszprémi Petőfi Színház, a Békés Megyei Jókai Színház számára.

## Fontosabb díszlettervei
Több mint 290 előadáshoz tervezett, ezek közül néhány:
- William Shakespeare: Romeo és Júlia
- William Shakespeare: Othello
- William Shakespeare: Szentivánéji álom
- William Shakespeare: Vízkereszt
- George Bernard Shaw: Szent Johanna
- Friedrich Schiller: Stuart Mária
- Riói éjszakák a Halló nagyvilág című zenés táncos revüben
- Film Pestivál
- Csodaáruház
- Cirkusz a varietében
- A varieté csillagai
- Pavel Kohout: Ilyen nagy szerelem
- Vszevolod Vitaljevics Visnyevszkij: Optimista tragédia
- Leonard Bernstein: West Side Story
- Leigh-Wassermann-Dario: La Mancha lovagja
- Lehár Ferenc: A víg özvegy
- Kálmán Imre: Csárdáskirálynő
- Jacobi Viktor: Sybill
- Fényes Szabolcs: Maya
- Petőfi Sándor - Bakonyi Károly: János vitéz
- Fejes Endre: Rozsdatemető

## Rendezéseiből
- Giuseppe Verdi: A trubadúr
- Molière: Tartuffe
- Farkas Ferenc: Csínom Palkó
- Leonyid Nyikolajev: A mi kertünk
- Anton Pavlovics Csehov: Háztűznéző

## Filmográfia
- Színészek a porondon (1963)
- Plusz egy fő (1966)
- Egy nap a paradicsomban (1967)
- 12 óra tánc (1970)
- Zenés TV színház (sorozat)

- Pajkos diákok (1971)